# Terrico White
Pour les articles homonymes, voir White.
Terrico White (né le 7 mars 1990 à Memphis, Tennessee) est un basketteur américain évoluant en NBA au poste d'arrière.

## Biographie
Terrico White est choisi en 36e position lors de la draft 2010 par les Detroit Pistons. Durant l'été 2010, il participe à la Summer League de Las Vegas avec l'équipe de Détroit et fait en moyenne 9,6 points et 2 rebonds. Le 13 août 2010, les Pistons décident de le signer.
Il rejoint le Royal Halı Gaziantep en novembre 2013 et le quitte en février 2014.